# NGC 442
NGC 442 è una galassia a spirale situata nella costellazione della Balenaa una distanza di circa 260 milioni di anni luce dalla Terra.
Fu scoperta  da Lewis Swift il 21 ottobre 1886.